# Шик, Бела
Бела Шик (16 июля 1877, Балатонбоглар, Шомодь — 6 декабря 1967, Нью-Йорк, Нью-Йорк) — педиатр, иммунолог, профессор (1918), член Нью-йоркской академии медицины (1934), основатель теста Шика (1913).

## Биография
Бела Шик родился в Венгрии в 1877 году. В 1900 году завершил обучение на медицинском факультете университета в Граце (Австрия) и получил степень доктора медицины.
После службы в армии вернулся в Грац. Работал в университетской клинике детских болезней. Совместно с К. Пирке проводили исследования, результаты которых были изложены в книге «Сывороточная болезнь» (Die Serumkrankheit, 1905) и положили начало медицинской дисциплине «Аллергологии».
В 1908 году Бела Шик получил место ассистента в Венском университете. Работал под руководством Т. Эшерага.
В 1913 году разработал способ оценки иммунитета к дифтерии, который стал известен как реакция Шика.
В период с 1918 по 1923 годы был экстраординарным профессором в клинике детских болезней Венского университета.
В 1923 году переехал в США и работал заведующим педиатрическим отделением больницы Маунт-Синай в Нью-Йорке.
В период с 1923 по 1942 годы руководил отделом педиатрии Синайского госпиталя в Нью-Йорке.
В 1925 году был избран членом Нью-Йоркской медицинской академии.
В 1925 году женился на Кэтрин Фрис, юрист.
В период с 1936 по 1943 год был профессором педиатрии Медицинского колледжа им. А. Эйнштейна.
В период с 1950 по 1962 годы руководил отделением педиатрии в одной из больниц Нью-Йорка.
Умер Шик в Нью-Йорке 6 декабря 1967 года.
Бела Шик стоял у истоков разработки и практического применения искусственных питательных смесей для новорожденных и грудных детей.
Его именем названо жилое здание в кампусе Университета Стоуни-Брук.

## Награды
1954 — медаль Джона Хауленда.

## Публикации
Била Шик является автором около 180 научных работ.
Его работы посвящены изучению детских болезней, туберкулеза, сывороточной болезни. Известны его труды по вопросам этиологии, патогенеза, ранней диагностики, профилактики дифтерии и скарлатины.
- Кожная реакция на дифтерийный токсин у людей как предварительный образец инъекции профилактической дифтерийной лечебной сыворотки. Мюнхен, 1913 год.
- Система питания Pirquetsche была представлена врачам и образованным людям. Дж. Шпрингер, Берлин, 1919 год.
- Исследования питания новорожденных. в: Pirquet, Clemens Frhr. из: система питания. Т. 2, стр. 148—260, J. Springer, Berlin, 1919 год.